# 宿木
| 源氏物語五十四帖 |        |    |        |
| 各帖のあらすじ   |        |    |        |
| 帖               | 名     | 帖 | 名     |
| 1                | 桐壺   | 28 | 野分   |
| 2                | 帚木   | 29 | 行幸   |
| 3                | 空蝉   | 30 | 藤袴   |
| 4                | 夕顔   | 31 | 真木柱 |
| 5                | 若紫   | 32 | 梅枝   |
| 6                | 末摘花 | 33 | 藤裏葉 |
| 7                | 紅葉賀 | 34 | 若菜   |
| 8                | 花宴   | 35 | 柏木   |
| 9                | 葵     | 36 | 横笛   |
| 10               | 賢木   | 37 | 鈴虫   |
| 11               | 花散里 | 38 | 夕霧   |
| 12               | 須磨   | 39 | 御法   |
| 13               | 明石   | 40 | 幻     |
| 14               | 澪標   | 41 | 雲隠   |
| 15               | 蓬生   | 42 | 匂宮   |
| 16               | 関屋   | 43 | 紅梅   |
| 17               | 絵合   | 44 | 竹河   |
| 18               | 松風   | 45 | 橋姫   |
| 19               | 薄雲   | 46 | 椎本   |
| 20               | 朝顔   | 47 | 総角   |
| 21               | 少女   | 48 | 早蕨   |
| 22               | 玉鬘   | 49 | 宿木   |
| 23               | 初音   | 50 | 東屋   |
| 24               | 胡蝶   | 51 | 浮舟   |
| 25               | 蛍     | 52 | 蜻蛉   |
| 26               | 常夏   | 53 | 手習   |
| 27               | 篝火   | 54 | 夢浮橋 |

「宿木」（やどりぎ）は、『源氏物語』五十四帖の巻名の一つ。第49帖。第三部の一部「宇治十帖」の第5帖にあたる。
巻名は、薫と弁の尼が詠み交わした和歌「やどりきと思ひ出でずは 木のもとの旅寝もいかにさびしからまし」「荒れ果つる朽木のもとをやどりきと思ひおきけるほどのかなしさ」に因む。この「やどりき」はツタの異名（ヤドリギ）と「宿りき（かつて宿った）」の掛詞。

## あらすじ
薫25歳の春から26歳の夏にかけての話。

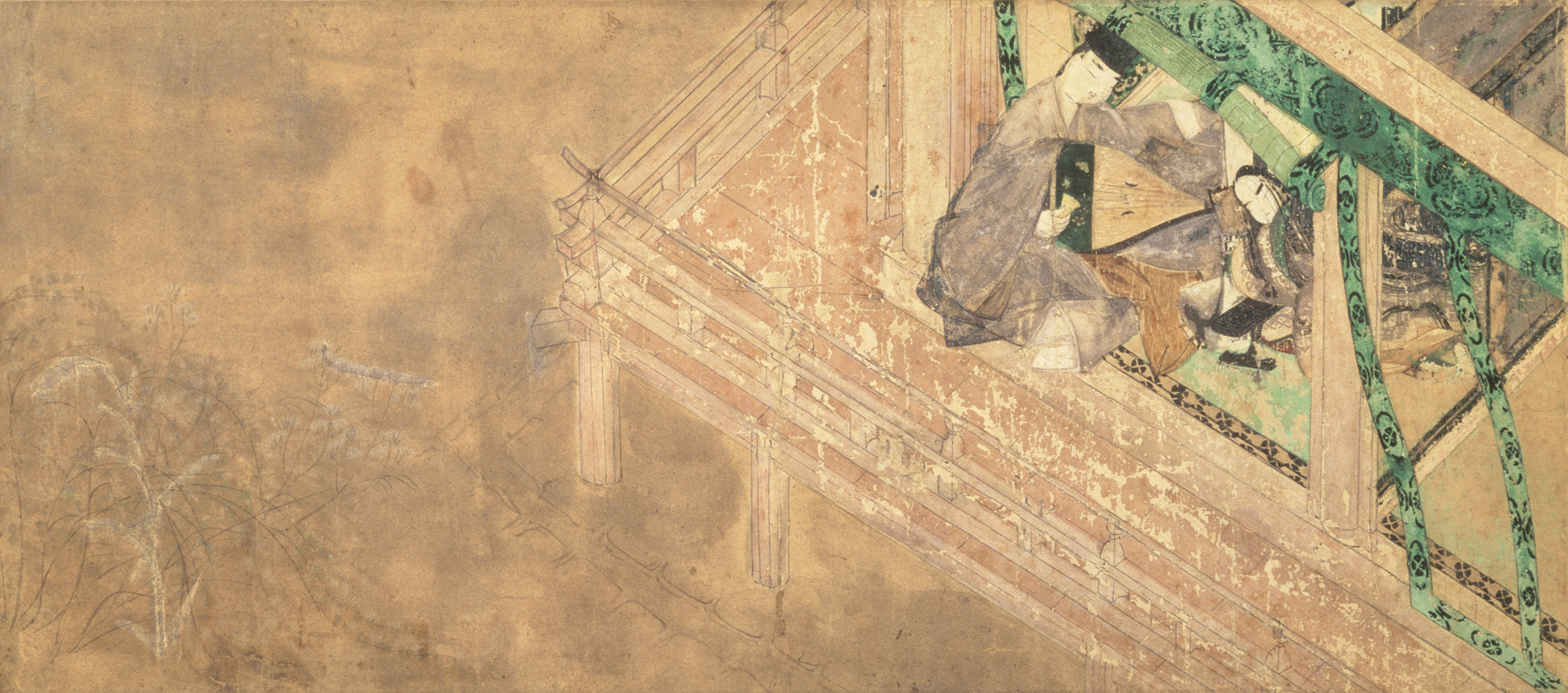
『源氏物語絵巻』宿木　琵琶を奏でる匂宮と耳を傾ける中君

今の帝は、裳着の式を控えていたが直前に母女御を亡くし、後見人もいない女二宮を託したい旨を薫に告げるが、亡き大君を忘れかねる薫は気が進まないながら承諾する。彼は女二宮の暮らす藤壺へと婿として通うようになるも、渋々通う様子に周囲はどうしたのかと訝しがる。薫は帝に「宮様を私の三条の屋敷にお迎えしたいのですが…」と切り出す。
これを知った夕霧は、娘の六の君を匂宮と縁組ませることにした。
八月十六日が婚儀の日と決まった。このことは、匂宮に迎えられ今は京の二条院に住む中君にとって大変な衝撃だった。五月頃に懐妊し体調の悪い状態が続くが、経験に乏しい匂宮はそれに気づかず、中君は心さびしい日々が続く。訪れた後見人の薫に宇治に帰りたいと心内を漏らすが、諌められる。
気のすすまぬまま夕霧の婿となった匂宮だが、六の君の美しさのとりこになり、中君には次第に夜離れ（よがれ）が多くなる。こんなときには何かと相談相手になり慰めてくれるのは薫だったが、その同情はしだいに中君への慕情に変わっていった。ついにある夜、薫は思いを打ち明けて近づくが、懐妊の身の中君がいとおしくなり自制した。帰邸した匂宮は、中君に薫の移り香がするのを怪しみ、中君を問い詰めようとする。中君は薫の気持ちをそらそうとして、亡き大君に似た異母妹の浮舟がいることを薫に教えた。匂宮は次第に中君のもとにいることが多くなった。
翌年二月、中君は無事男児を出産、薫は権大納言兼右大将に昇進し女二宮と結婚した。女二宮は三条宮で暮らすようになる。四月下旬、宇治を訪ねた薫は偶然、初瀬詣で（長谷寺参詣）の帰路に宇治の邸に立ち寄った浮舟一行と出会い、垣間見た浮舟が亡き大君に似ていることに驚き、弁の尼に仲立ちを願い出た。